# 偽發現率
（False discovery rate, FDR）完善了对多重假设测试的检验，
{\displaystyle \mathrm {FDR} =Q_{e}=\mathrm {E} \!\left[Q\right],}其中E表示期望，{\displaystyle Q=V/R=V/(V+S)}，V表示错误拒绝零假设的数目，R表示拒绝零假设的数目。R取0时FDR直接取0，写成一句话就是
{\displaystyle \mathrm {FDR} =\mathrm {E} \!\left[V/R|R>0\right]\cdot \mathrm {P} \!\left(R>0\right)}

偽發現率被用以校正多重比较所致的误差。在拒绝多个零假设时，FDR校正程序能够控制错误拒绝零假设（偽阳性）的可能性，来找到合适的结果组合。

较之于FWER校正（family-wise error rate)，FDR校正程序采用了更为宽松的标准（比如Bonferroni 校正，“一个假阳性也不许”）。所以，FDR校正法在提高一类错误（應接受虛無假說，卻拒絕虛無假說）的同时，有更好的檢定力。